# Quang Thành, Nguyên Bình
Quang Thành là một xã thuộc huyện Nguyên Bình, tỉnh Cao Bằng, Việt Nam.

## Địa lý
Xã Quang Thành nằm ở trung tâm huyện Nguyên Bình, có vị trí địa lý:
- Phía đông giáp xã Tam Kim
- Phía tây giáp xã Phan Thanh và xã Thành Công
- Phía nam giáp xã xã Hưng Đạo và xã Thành Công
- Phía bắc giáp thị trấn Nguyên Bình, thị trấn Tĩnh Túc và xã Thể Dục.

Xã Quang Thành có diện tích 59,38 km², dân số năm 2019 là 1.659 người, mật độ dân số đạt 28 người/km².
Trên địa bàn xã có núi Nà Nỉ. Tỉnh lộ 212 chạy qua phần phía đông của xã Quang Thành, trên tuyến có đèo Cô Li A. Xã thuộc khu vực thượng nguồn của sông Hiến.

## Lịch sử
Sau năm 1975, Quang Thành là một xã thuộc huyện Nguyên Bình.
Đến năm 2019, xã Quang Thành được chia thành 12 xóm: Cốc Bó, Giẻ Dả, Nà Hảy, Vài Khao, Khuổi Xả, Lũng Mười, Nà Lèng, Nà Lừa, Nà Pùng, Pác Tháy, Thôm Ca, Nà Lủng.
Ngày 9 tháng 9 năm 2019, Hội đồng Nhân dân tỉnh Cao Bằng ban hành Nghị quyết số 27/NQ-HĐND về việc:
- Sáp nhập ba xóm Nà Lừa, Nà Lủng, Nà Hảy thành xóm Hồng Quang
- Sáp nhập hai xóm Thôm Ca và Giẻ Dả thành xóm Quang Bình
- Sáp nhập ba xóm Pác Tháy, Khuổi Xả, Nà Pùng thành xóm Quang Trung
- Sáp nhập hai xóm Cốc Bó và Lũng Mười thành xóm Quang Thượng.

## Hành chính
Xã Quang Thành được chia thành 6 xóm: Hồng Quang, Nà Lèng, Quang Bình, Quang Thượng, Quang Trung, Vài Khao.